# Echoes – Stimmen aus der Zwischenwelt
Echoes – Stimmen aus der Zwischenwelt (Stir of Echoes) ist ein 1999 produzierter Horrorfilm aus den Vereinigten Staaten mit Kevin Bacon. Das Drehbuch wurde anhand des Romans A Stir of Echoes von Richard Matheson geschrieben.

## Handlung
Es sollte bloß ein harmloser Spaß sein, als sich Tom Witzky von seiner Schwägerin Lisa hypnotisieren lässt. Doch von diesem Zeitpunkt an ist nichts mehr, wie es einmal war: Tom wird von brutalen, schrecklichen Visionen geplagt, die zunächst keinen Sinn für ihn ergeben: ein abgebrochener Fingernagel, das schemenhafte Gesicht einer jungen Frau, der Selbstmord eines Nachbarsjungen.
Je häufiger ihn die schrecklichen Bilder heimsuchen, desto mehr verschwimmt die Grenze zwischen Wahn und Wirklichkeit. Doch als der Geist eines Mädchens bei ihm zu Hause auftaucht, erkennt er den Sinn der Stimmen aus der Zwischenwelt: Erst wenn er ihre vergrabene Leiche findet, wird die Seele des Mädchens sich zur Ruhe begeben können. Doch die Mörder des Mädchens, denen Tom bei seinen besessenen, übersinnlichen Nachforschungen immer näher kommt, werden auch für ihn zu einer Lebensbedrohung. Denn er findet heraus, dass sein Vermieter und ein Freund von ihm das Mädchen im Keller des von ihm gemieteten Hauses eingemauert haben, nachdem deren Söhne versucht hatten, das Mädchen zu vergewaltigen und sie dabei aufgrund ihrer Gegenwehr zu Tode gekommen ist.

## Kritiken
Bob Graham schrieb in der San Francisco Chronicle, der Film sei bedrückender als The Sixth Sense. James Berardinelli schrieb auf movie-reviews.colossus.net, der Film funktioniere als Horrorfilm. Er lobte die Regie und die Hauptcharaktere.

„Unverdienterweise ging dieser ausgebuffte Mysteryschocker hier zu Lande unter. Denn der Kinostart wurde vom Riesenerfolg des Horrordramas ‚The Sixth Sense‘ überschattet, in dem ebenfalls ein Knirps mit den Toten kommuniziert. Fazit: Eine Schauermär, so klug wie krass“

„Ein kleiner, durch und durch runder Thriller mit Horrorelementen, ausgesprochen ökonomisch erzählt. Die durch die zunehmende Besessenheit der Hauptfigur ausgelöste familiäre Zerreißprobe und der Kontrast zum bodenständigen Milieu des Arbeiterviertels werden geschickt in die Handlung einbezogen.“

Der Schriftsteller Stephen King schrieb über den Drehbuchautor und Regisseur David Koepp, er solle „zum Nationalheiligtum erklärt werden. Seine Adaption von Richard Mathesons Novelle aus dem Jahr 1958 [sei] eine verstörende Studie über das, was geschieht, wenn ein gewöhnlicher Arbeiter aufgrund hypnotischer Suggestion anfängt, Geister zu sehen.“

## Auszeichnungen
- Zachary David Cope wurde 2000 für den Young Artist Award nominiert.
- Der Film gewann 2000 den International Horror Guild Award.
- David Koepp gewann 2000 den Grand Prize des Gérardmer Film Festival.

## Hintergrund
- Der Film wurde für etwa 13 Millionen US-Dollar gedreht und spielte an den US-Kinokassen ca. 21 Millionen US-Dollar ein.
- Die Melodie, die Tom Witzky nicht aus dem Kopf gehen will, ist von dem Rolling-Stones-Lied Paint It Black, das für den Film von der Gruppe Gob gecovert wurde.

## Soundtrack
Der originale Soundtrack wurde von
Nettwerk America am 14. September 1999 veröffentlicht.
1. James Newton Howard – Empty Couch (Original Score)
2. Moist – Breathe
3. James Newton Howard – Kidnapping Jake (Original Score)
4. Dishwalla – Stay Awake
5. James Newton Howard – Nightmare Lovemaking (Original Score)
6. Wild Strawberries – Mirror Mirror
7. James Newton Howard – Deja Vu (Original Score)
8. James Newton Howard – Digging (Original Score)
9. Steve Wynn – Nothing But The Shell
10. James Newton Howard – Neil (Original Score)
11. Gob – Paint It Black
12. James Newton Howard – Feathers (Original Score)
13. Poe – Hello
14. James Newton Howard – First Hypnotism (Original Score)
15. Beth Orton – It’s Not The Spotlight

## Fortsetzung
Im Jahr 2007 erschien unter der Regie von Ernie Barbarash das Sequel Echoes 2 – Stimmen aus der Zwischenwelt, dessen einzige Verbindung zum ersten Teil die Miteinbeziehung des Jake Witzky darstellt.